# John Kanzius
John S. Kanzius (1 de març 1944 a 18 de febrer, 2009) va ser un inventor nord-americà, enginyer de ràdio i televisió, propietari d'una l'estació de ràdio (anomenada la K3TUP) de Pennsilvània. Va inventar un mètode que té el potencial de tractar el càncer, inspirat per la seva pròpia batalla personal. També va inventar un dispositiu que genera hidrogen inflamable partin d'una solució d'aigua salada mitjançant l'ús d'ones de ràdio. En els mitjans de comunicació això va ser anomenat "l'aigua salada cremant". Tots dos efectes impliquen l'ús del transmissor de radiofreqüència.